# Elatine rubella
Elatine rubella là một loài thực vật có hoa trong họ Elatinaceae. Loài này được Rydb. mô tả khoa học đầu tiên năm 1900.

## Hình ảnh

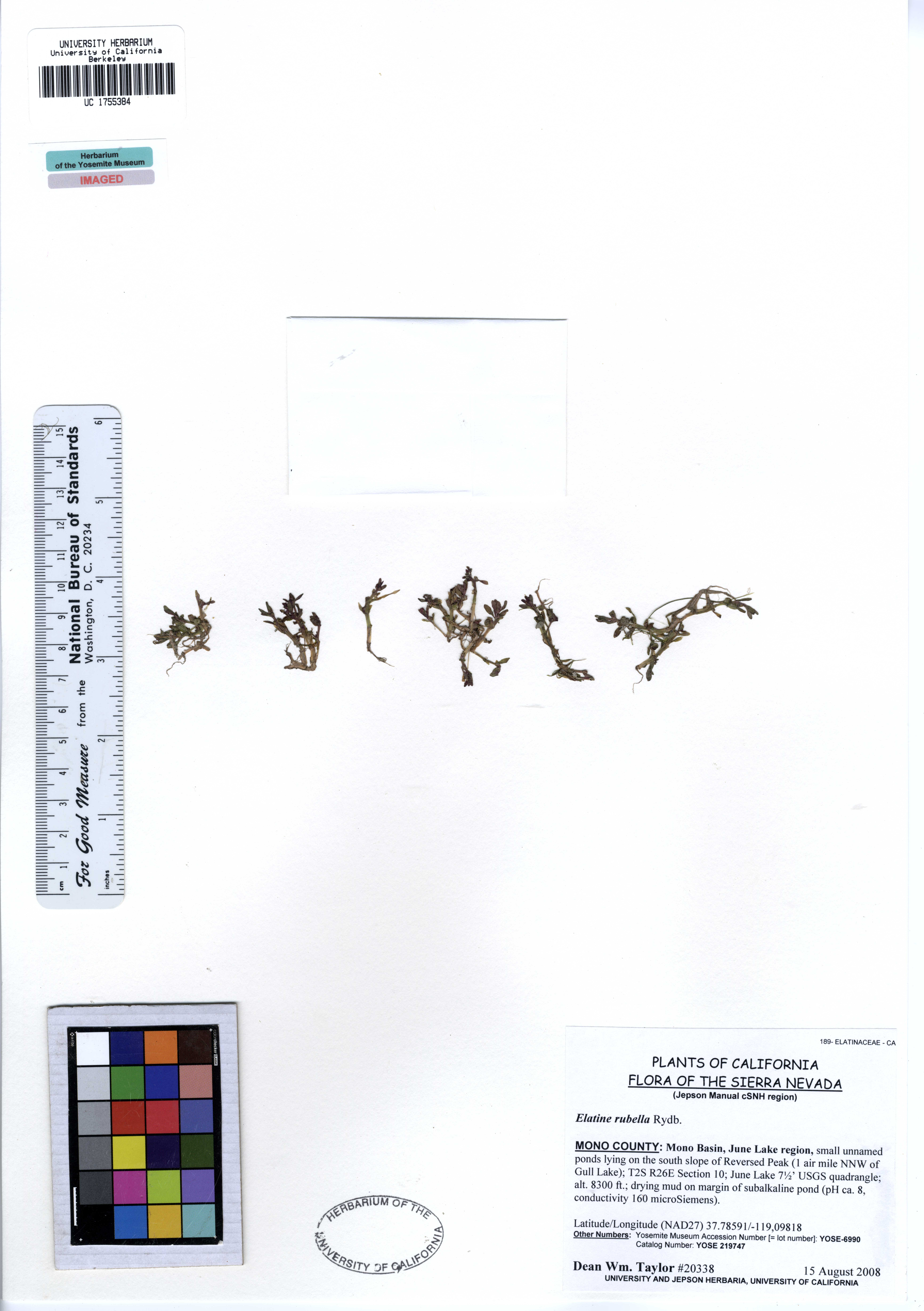